# Dermacentor reticulatus
Espèce
Synonymes
*  Dermacentor marginatus (synonyme homotypique)
- Ixodes reticulatus Fabricius, 1805 (nom impropre d'espèce)[1]

Dermacentor reticulatus (marsh tick ou ornate cow tick pour les anglophones) est l'une des 33 espèces connues de tiques du genre Dermacentor au sein de la famille des Ixodidae. 
Elle est moins fréquente que I. ricinus, mais pique aussi l'être humain. 

Elle fait partie des espèces vectrices de plusieurs maladies zoonotiques graves dont la maladie de Lyme (en pleine expansion dans le monde), rickettsioses, fièvre hémorragique d'Omsk ou encéphalite à tiques,, et d'autres maladies vectorielles, pouvant infester plus de 60 hôtes sauvages et domestiques différents connus (pour les trois stades de développement). Considérée comme très résistante (par exemple très résistante au froid et capable de survivre plusieurs mois sous l'eau), cette tique est considérée comme posant des risques écoépidémiologiques et de santé vétérinaire et de santé publique particuliers pour l'humain ; elle compte pour ces raisons parmi les tiques les plus étudiées (plus d'un cinquième des environ 700 études publiées en 3 ans de 2013 à 2015 sur les tiques et figurant dans la base de données Web of Science).
Son code GBIF est 140885182

## Risques de confusion
Notamment à l'état de larve ou de nymphe, cette espèce est facilement confondue avec d'autres espèces de tiques dures dont la morphologie est proche, notamment avec Dermacentor marginatus.

## Habitat et aire répartition (en extension)
En France, Allemagne, Autriche, Pologne où est actuellement trouvée cette espèce, elle semble préférer les climats plus tempérés ou plus froids que l'espèce proche D. marginatus. Elle est plutôt présente dans des paysages bocagers, de culture et d’élevage et selon P. Junquera (dans Parasitipedia), elle est présente dans les ripisylves et en zone côtière.
En France, elle semble peu présente ; on la trouve notamment dans le Centre-Sud du pays (Provence, Massif Central) mais pas à l'extrême Sud.
Cette espèce est récemment apparue au Royaume-uni où elle n'était pas connue et semble déjà bien installée dans le sud du Pays.
Pour des raisons encore mal comprises (dérèglement climatique ? recul de ses prédateurs ? recul des prédateurs de ses hôtes infectés/infestés ? affaiblissement immunitaire de ses proies/vecteurs ?, etc. ) l'aire de répartition de cette espèce qui était caractéristique de l'Europe du sud, est en cours d'élargissement rapide vers le nord (Ainsi, depuis le début des années 2000 elle est trouvée dans presque toutes les régions d'Allemagne). Des indices et preuves de changements d'aire de répartition ont aussi été observés en Hongrie (remontée de 200 km vers le nord et de 300 m en altitude en quelques décennies, des années 1950-1970 à 2008.

## Cycle de vie
Comme d'autres tiques de ce groupe (mais pas toutes), cette espèce semble avoir besoin de 3 types et tailles d'hôtes pour effectuer la totalité de son cycle de vie. 

Les larves et les nymphes se nourrissent habituellement sur des rongeurs (souris, lapins) ou oiseaux. 

Au stade « adulte », les tiques ciblent au contraire de grands animaux sauvages ou semi-sauvages (ex : cerf élaphe et chevreuils, sanglier) ou domestiques (ex : bovins, chevaux, chiens...) ainsi que l'être humain. 
Il semble que cette espèce ait besoin de 3 hôtes successifs alors que d'autres espèces de Dermacentor spp. (telles que D. albopictus, D. venustus Anocentor = D. nitens) peuvent effectuer leurs mues et tout leur cycle de vie sur un même hôte. 

### L'œuf
Selon les expériences d'incubation faites en laboratoire, son développement dure de 14 à 21 jours selon la température. 
L'œuf est plus ou moins durablement viable selon le contexte thermohygrométrique, mais se montre relativement résistant : En cas de basse température ou de gel, il survit plusieurs semaines (jusqu'à 3 semaines à -10 °C, jusqu'à 8 semaines à 5 °C).

### La larve
En laboratoire, la larve éclot dans une fourchette de températures comprises entre 20 et 34 °C, mais le meilleur succès d'éclosion (> 90 %) ne survient qu'entre 20 et 27 degrés C, et à 100 % d'hygrométrie. 
La larve émerge de l'œuf, cherche un hôte et si elle peut le trouver se nourrit sur lui durant 2 à 6 jours.
La mortalité de 50 % des larves à jeun et des nymphes augmente avec la hausse humidité et était plus longue à 5 degrés C et 100 % d'humidité relative, d'un montant de 83,5 jours pour les larves et 108 jours pour les nymphes. 

### La mue
Les larves et les nymphes gorgées ne muent que si la température ambiante est comprise entre 10 et 27 °C. 
En laboratoire, la mue peut advenir et bien se dérouler même après une incubation de la larve à -10 °C. 
Le taux de mues réussies est faible à 10 °C, et s'accroit avec la hausse de l'humidité relative, atteignant respectivement plus de 90 % à 100 % à 20 °C et 27 °C.
La capacité de métamorphose des larves engorgées persiste 4 et 17 semaines (à 0 °C et 5 °C respectivement).
La mue dure 14 jours et une fois transformée en nymphe, la larve devra chercher un nouvel hôte sur lequel elle s'alimentera durant environ 5 jours (pour la femelle) avant de pouvoir se reproduire.

## Espèce vectrice de maladies
Les tiques sont connues pour véhiculer de nombreuses maladies zoonotiques dont la maladie de Lyme.

Cette espèce transmet aussi (liste non limitative) :
- la piroplasmose ;
- la babésiose (chez le chat et le chien[10],[15], et aux moutons et chevaux[2]) ;
- des rickettsioses[16],[17]. Elle transmet aussi transmit des babesioses (notamment aux chiens et chevaux)[2], des anaplasmoses[18] (au mouton)[2],
- la brucellose[2] ;
- la tularémie[2] ;
- la fièvre boutonneuse, etc.[2].

Elle pourrait peut-être jouer un rôle (secondaire) dans la transmission de la myxomatose et de la maladie de la langue bleue.

## Classification, génétique
Une hypothèse était que cette espèces pouvait se croiser avec une espèce morphologiquement proche Dermacentor marginatus voir que ces deux espèces n'en formaient qu'une, mais des preuves génétiques et expérimentales (tentatives de croisements artificiels) ont finalement conclu que non ; ces deux espèces sont bien deux entités taxonomiquement différentes.